# Chrysopa flaviceps
Chrysopa flaviceps är en insektsart som först beskrevs av Brullé in Webb och Sabin Berthelot 1839.  Chrysopa flaviceps ingår i släktet Chrysopa och familjen guldögonsländor. Inga underarter finns listade i Catalogue of Life.